# Javier Álvarez Fuentes
Javier Álvarez Fuentes (Ciudad de México, 8 de mayo de 1956-Mérida, 23 de mayo de 2023) fue un compositor de música, catedrático y académico mexicano. Se especializó en música de concierto, música electroacústica, danza y música para cine. Entre 2018 y 2023 fue director de la Escuela Superior de Artes de Yucatán (ESAY) y en 2023 se convirtió en el primer rector de la Universidad de las Artes de Yucatán (UNAY).

## Estudios y docencia
Realizó sus primeros estudios musicales en clarinete y composición en el Conservatorio Nacional de Música en donde estudió con Mario Lavista y Francisco Garduño. En 1981 obtuvo su maestría en Teoría y Composición en la Universidad de Wisconsin en Milwaukee, Estados Unidos. Posteriormente estudió un doctorado patrocinado por la Fundación Félix Mendelssohn, la Fundación Ralph Vaughn Williams y la London School of Economics (LSE) en la City University en Inglaterra. 
Impartió cátedra y cursos en el Centro Nacional de las Artes (Cenart) y en la Escuela Nacional de Música (ENM) de la Universidad Nacional Autónoma de México (UNAM). Asimismo, fue profesor en el Royal College of Music y en la Guildhall School of Music and Drama (GSMD) en Londres. Fue fundador de la licenciatura de Artes Musicales en la Escuela Superior de Artes del estado de Yucatán, la cual dirigió hasta 2007, y desde 2018 es su director general. Ha sido profesor visitante en el Conservatorio de París (CNSMDP), en la City University de Londres, en la Universidad de Lanús (UNLa) de la Argentina y en la Western Michigan University (WMU).

## Compositor y académico

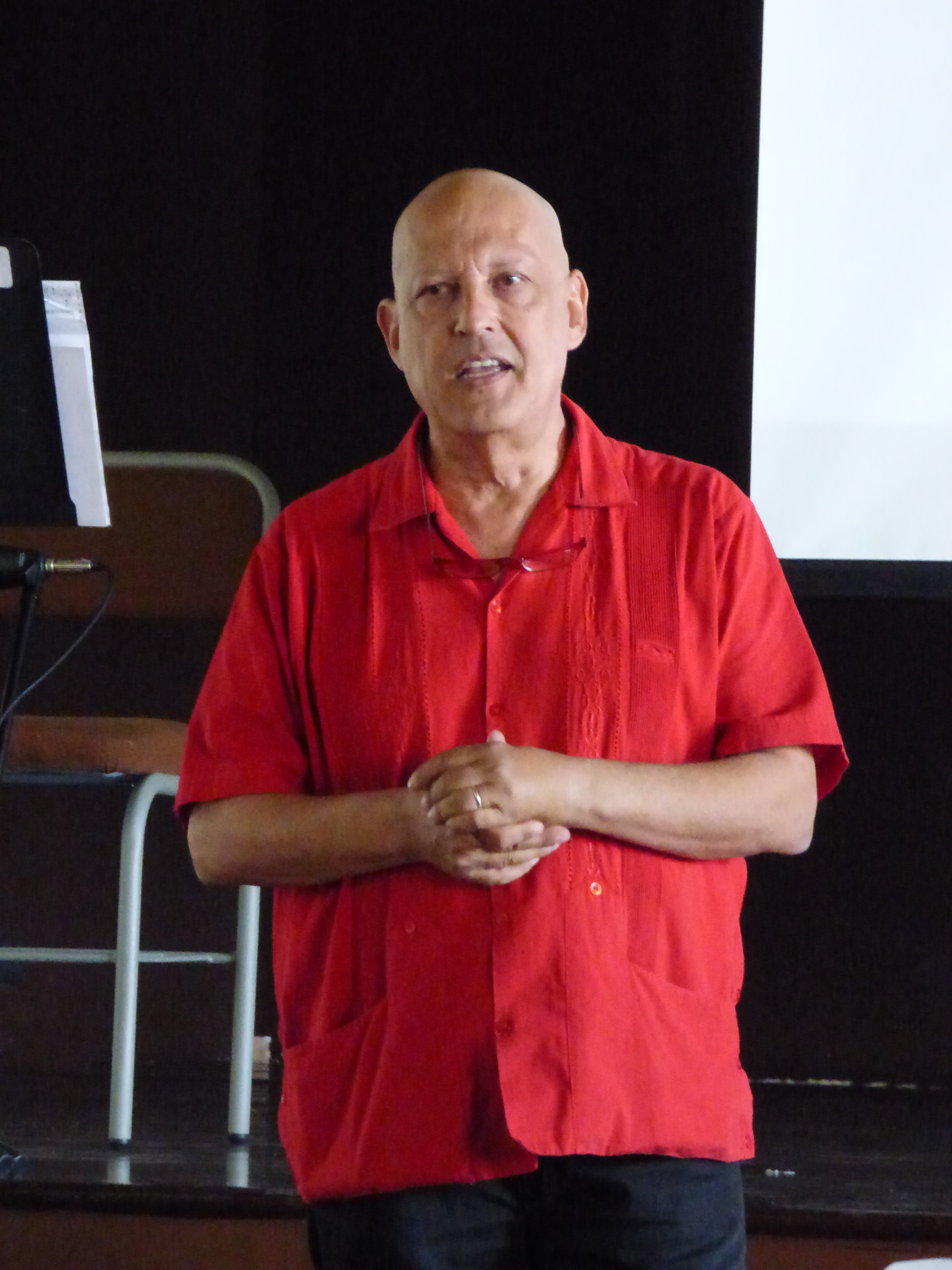
Conferencia de Javier Álvarez en el auditorio del Museo de la Muerte, Universidad Autónoma de Aguascalientes

Entre algunas de sus obras se encuentran, Temazcal, obra de 1984 para maracas y sonidos electroacústicos, la ópera Mambo a la Braque de 1991, la pieza orquestal Gramática de dos, las obras acústicas Cactus Geometries, estrenada en 2001, y Mantis walk in Metal Space estrenada en 2003, la obra Jardines on Palmera creada específicamente para la Orquesta Nacional de Francia, y De aquí a la veleta creada para la Orquesta Sinfónica de Minería (OSM) en 2013. Sus obras han sido interpretadas por la Orquesta Sinfónica de Chicago, la Filarmónica de Los Ángeles, la Filarmónica de la Ciudad de México, la Orquesta Nacional de Francia y la London Sinfonietta, entre varias otras. 
De 1989 a 1990 fue presidente de la Sonic Arts Network, y de la Sociedad de Música Electroacústica de Gran Bretaña. En 2005 fue elegido miembro honorario de la Academia de Artes de México. De 2007 a 2011 fue rector del Consevatorio de las Rosas. De 2008 a 2009 fue director artístico del Foro Internacional de Música Nueva. Ha sido miembro de la Comisión de Artes del Fondo Nacional para la Cultura y las Artes (FONCA) y del Centro Mexicano para la Música y las Artes Sonoras.

## Premios y distinciones
Su labor ha sido reconocida y premiada por la Federación Internacional de Música Electroacústica en Francia (por su obra Papalotl en 1987), por la British Broadcasting Corporation (BBC) en Inglaterra y por el Consejo Nacional para la Cultura y las Artes (Conaculta) en México. En 1993 fue nominado al Premio Ariel en las categorías de mejor música de fondo y mejor tema musical por su trabajo en la película La invención de Cronos que dirigió Guillermo del Toro. Ese mismo año fue acreedor del Prix Ars Electronica de Austria por su obra Mannam. En el año 2000 se le otorgó la Medalla Mozart, Capítulo de Excelencia, por la embajada de Austria en México. En 2012 fue nominado a los Premios Grammy. En 2013 fue uno de los ganadores del Premio Nacional de Ciencias y Artes en el área de Bellas Artes otorgado por la Secretaría de Educación Pública.